# Limotettix pullatus
Limotettix pullatus är en insektsart som beskrevs av Evans 1941. Limotettix pullatus ingår i släktet Limotettix och familjen dvärgstritar. Inga underarter finns listade i Catalogue of Life.